# ديكس هيلس
ديكس هيلس (بالإنجليزية: Dix Hills)‏ هي قرية غير مضمنة في ولاية نيويورك الأمريكية في لونغ آيلاند. يبلغ عدد سكانها حسب تعداد سنة 2000: 26,024 نسمة. ويبلغ عددهم حسب تقدير 2007 حوالي:26,200 نسمة.

## التركيبة السكانية
حدّد مكتب تعداد الولايات المتحدة بيانات التركيبة السكانية لديكس هيلس في تعداد الولايات المتحدة. في ما يلي، التركيبة السكانية حسب تعدادي 2000 و2010.

### تعداد عام 2000
بلغ عدد سكان ديكس هيلس 26,024 نسمة بحسب تعداد عام 2000، وبلغ عدد الأسر 7,952 أسرة وعدد العائلات 7,236 عائلة مقيمة في المنطقة السكنية. في حين سجلت الكثافة السكانية 630.1 نسمة لكل كيلومتر مربع (1,632.0/ميل2). وبلغ عدد الوحدات السكنية 8,057 وحدة بمتوسط كثافة قدره 195.1 لكل كيلومتر مربع (505.3/ميل2).
وتوزع التركيب العرقي للمنطقة السكنية بنسبة 86.71% من البيض و3.25% من الأمريكيين الأفارقة و0.05% من الأمريكيين الأصليين و7.36% من الأمريكيين ذوي الأصول الآسيوية و0.02% من سكان جزر المحيط الهادئ و0.84% من الأعراق الأخرى و1.77% من عرقين مختلطين أو أكثر و3.82% من الهسبانيون أو اللاتينيون من أي عرق.
بلغ عدد الأسر 7,952 أسرة كانت نسبة 47.4% منها لديها أطفال تحت سن الثامنة عشر تعيش معهم، وبلغت نسبة الأزواج القاطنين مع بعضهم البعض 82.1% من أصل المجموع الكلي للأسر، ونسبة 6.1% من الأسر كان لديها معيلات من الإناث دون وجود شريك، بينما كانت نسبة 2.8% من الأسر لديها معيلون من الذكور دون وجود شريكة وكانت نسبة 9% من غير العائلات. تألفت نسبة 7.1% من أصل جميع الأسر من عدة أفراد يعيشون في نفس المنزل ونسبة 3% كانت تتألف من شخص يعيش بمفرده يبلغ من العمر 65 عاماً أو أكثر. وبلغ متوسط حجم الأسرة المعيشية 3.25، أما متوسط حجم العائلات فبلغ 3.39.
بلغ العمر الوسطي للسكان 39.0 عاماً. وكانت نسبة 28.1% من القاطنين تحت سن الثامنة عشر، وكانت نسبة 5.5% بين الثامنة عشر والرابعة والعشرين عاماً، ونسبة 27% كانت واقعةً في الفئة العمرية ما بين الخامسة والعشرين والرابعة والأربعين عاماً، ونسبة 28.7% كانت ما بين الخامسة والأربعين والرابعة والستين، ونسبة 10% كانت ضمن فئة الخامسة والستين عاماً فما فوق. يوجد لكل 100 أنثى 99.0 ذكر، ويوجد لكل 100 أنثى في الثامنة عشر من عمرها فما فوق 95.1 ذكر.
بلغ متوسط دخل الأسرة في المنطقة السكنية 104,160 دولارًا، أما متوسط دخل العائلة فبلغ 108,081 دولارًا. وكان متوسط دخل الذكور 78,230 دولارًا مقابل 42,361 دولارًا للإناث. وسجل دخل الفرد الخاص بالمنطقة السكنية 41,426 دولارًا. وكانت نسبة 2.1% من العائلات ونسبة 2.9% من السكان تحت خط الفقر، وكان من هؤلاء نسبة 3.3% تحت سن الثامنة عشر ونسبة 2.2% في الخامسة والستين من العمر وما فوق.

### تعداد عام 2010
بلغ عدد سكان ديكس هيلس 26,892 نسمة بحسب تعداد عام 2010، وبلغ عدد الأسر 8,319 أسرة وعدد العائلات 7,293 عائلة مقيمة في المنطقة السكنية. في حين سجلت الكثافة السكانية 651.1 نسمة لكل كيلومتر مربع (1,686.3/ميل2). وبلغ عدد الوحدات السكنية 8,529 وحدة بمتوسط كثافة قدره 206.5 لكل كيلومتر مربع (534.8/ميل2).
وتوزع التركيب العرقي للمنطقة السكنية بنسبة 79.87% من البيض و5.50% من الأمريكيين الأفارقة و0.10% من الأمريكيين الأصليين و11.19% من الأمريكيين ذوي الأصول الآسيوية و0.01% من سكان جزر المحيط الهادئ و1.13% من الأعراق الأخرى و2.19% من عرقين مختلطين أو أكثر و5.70% من الهسبانيون أو اللاتينيون من أي عرق.
بلغ عدد الأسر 8,319 أسرة كانت نسبة 44.6% منها لديها أطفال تحت سن الثامنة عشر تعيش معهم، وبلغت نسبة الأزواج القاطنين مع بعضهم البعض 77.2% من أصل المجموع الكلي للأسر، ونسبة 7.5% من الأسر كان لديها معيلات من الإناث دون وجود شريك، بينما كانت نسبة 3% من الأسر لديها معيلون من الذكور دون وجود شريكة وكانت نسبة 12.3% من غير العائلات. تألفت نسبة 10% من أصل جميع الأسر من عدة أفراد يعيشون في نفس المنزل ونسبة 4.9% كانت تتألف من شخص يعيش بمفرده يبلغ من العمر 65 عاماً أو أكثر. وبلغ متوسط حجم الأسرة المعيشية 3.19، أما متوسط حجم العائلات فبلغ 3.42.
بلغ العمر الوسطي للسكان 42.4 عاماً. وكانت نسبة 27.4% من القاطنين تحت سن الثامنة عشر، وكانت نسبة 7.5% بين الثامنة عشر والرابعة والعشرين عاماً، ونسبة 19.7% كانت واقعةً في الفئة العمرية ما بين الخامسة والعشرين والرابعة والأربعين عاماً، ونسبة 31.6% كانت ما بين الخامسة والأربعين والرابعة والستين، ونسبة 13.8% كانت ضمن فئة الخامسة والستين عاماً فما فوق. وتوزع التركيب الجنسي للسكان بنسبة 49.7% ذكور و50.3% إناث.